# Kaspar Tscherasian
Kaspar (Amira) Tscherasian († 29. April 1821 in Konstantinopel) war Finanzberater des Tepedelenli Ali Pascha. Er war der Großvater von Minas Tscheras und Kaspar Tscheras. Kaspar (Amira) Tscherasian nahm an der interkonfessionellen armenischen Versammlung vom 23. Oktober 1817 von Kurutscheschme teil. Nach dem Verratsvorwurf von Sultan Mahmud II. gegenüber Ali Pascha wurde Kaspar (Amira) Tscherasian das Opfer einer Intrige. Er wurde am 29. April 1821 am Tor des Valide Han hingerichtet. 
| Personendaten    | Personendaten                               |
| ---------------- | ------------------------------------------- |
| NAME             | Tscherasian, Kaspar                         |
| ALTERNATIVNAMEN  | Çerazyan, Kaspar; Tscherasian, Kaspar Amira |
| KURZBESCHREIBUNG | armenischer Finanzmakler und Bankier        |
| GEBURTSDATUM     | 18. Jahrhundert                             |
| GEBURTSORT       | Konstantinopel                              |
| STERBEDATUM      | 29. April 1821                              |
| STERBEORT        | Konstantinopel                              |